# Ongniud Qi
Ongniud Qi (chorągiew Ongniud; chiń. 翁牛特旗; pinyin: Wēngniútè Qí) – chorągiew w północno-wschodnich Chinach, w regionie autonomicznym Mongolia Wewnętrzna, w prefekturze miejskiej Chifeng. W 1999 roku liczyła 473 460 mieszkańców.